# Фикри Зихни
Фикри Зихни или Фикри Руси (на албански: Fikri Zihni, Fikri Rusi) е османски и албански политик.

## Биография
Роден е в град Дебър в 1888 година. Син е на Талиб бей и внук на Селим бей, един от най-влиятелните хора в Дебър. Учи в местното руждие, после в идедие в Янина и накрая във висшия отдел на Мектеб-и Мюлкие. Минава административна подготовка в Битоля и Адана. В 1914 година напуска Османската империя и заминава за Албания, където работи в администрацията на Вилхем Вид. По време на австроунгарската окупация през Първата световна война е субпрефект на Мат, Крума и Гора. След 1920 година работи във вътрешното министерство и от 1922 (или 1924) е депутат. Заедно с Абдурахман Дибра е член на консервативната зогистка групировка Беса и е редактор и директор на нейния орган – едноименния вестник „Беса“. През 1938 година е назначен за председател на Албанския държавен съвет. Разстрелян е в Тирана през октомври 1944 година от комунистическата администрация, създадена в Албания към края на Втората световна война.